# Lehrveranstaltungsplanung
Die didaktische und inhaltliche Planung von Lehrveranstaltungen an Hochschulen ist ein systematischer Prozess, bei dem Lehrende Inhalte und Methoden ihrer Lehrveranstaltungen so gestalten, dass Studierende die angestrebten Lernergebnisse (Learning Outcomes) bestmöglich erreichen.
Eine systematische Lehrveranstaltungsplanung steigert die Qualität der Lehre, da sie auf die Studierenden eingeht und eine strukturierte wie zielgerichtete Kompetenzentwicklung der Studierenden ermöglicht. Zudem gewährleistet sie eine bewusste Ressourcennutzung und die Integration neuer Methoden und Technologien. Die Planung von Lehrveranstaltungen ist ein zentraler Bestandteil der hochschuldidaktischen Aus- und Weiterbildung.
Zur Unterstützung der Lehrveranstaltungsplanung werden verschiedene Modelle genutzt.

## Modelle
Ein Modell für die Lehrveranstaltungsplanung dient als Leitfaden, um Lehrveranstaltungen strukturiert zu entwickeln und durchzuführen. Die unterschiedlichen Modelle legen dabei unterschiedliche Schwerpunkte und zeigen entsprechend Planungsschritte auf. Modelle sind beispielsweise:
Berliner Modell: Das aus der Lehrkräftebildung stammende Modell ist ein didaktisches Planungsmodell, das Lehrende dabei unterstützt, Unterricht systematisch zu gestalten, indem es die Entscheidungsfelder (Ziele, Inhalte, Methoden, Medien) und Bedingungsfelder (Voraussetzungen der Lernenden, institutionelle Rahmenbedingungen) berücksichtigt.
Constructive Alignment: Dieses Modell basiert darauf, dass Lernziele, Lehrmethoden und Prüfungsformate aufeinander abgestimmt sind, um den Lernprozess gezielt zu steuern.
5E Modell: Besonders für naturwissenschaftliche Disziplinen bekannt, besteht dieses Modell aus den Phasen „Engage“ (Motivation wecken), „Explore“ (Erkundung), „Explain“ (Erklärung), „Elaborate“ (Vertiefung) und „Evaluate“ (Bewertung).
Integrated Course Design: Das Modell der integrierten Lehrveranstaltungsplanung folgt einem Ansatz, der neben kognitiven auch nicht-kognitive Lernziele und die Förderung der Selbstlernkompetenz betont sowie die gezielte Vermittlung überfachlicher Kompetenzen. Die Planung umfasst die vollständige Entwicklung eines Lehrkonzepts mit lernzielorientierten Prüfungsformen und einem Fokus auf nachhaltiges Lernen.
LOOP - Learning Outcome orientierte Lehrveranstaltungsplanung: Diese an den intendierten Lernergebnissen orientierte Veranstaltungsplanung folgt dem sog. Backward Design. Beim Backward Design werden zunächst die Lernergebnisse festgelegt, bevor die Studieninhalte und -methoden entwickelt werden, um so eine zielgerichtete Lehre zu ermöglichen. Dieses Modell wird auch für die kompetenzorientierte Curriculumplanung genutzt.